# Museo Regional de Guanajuato Alhóndiga de Granaditas
El Museo Regional de Guanajuato Alhóndiga de Granaditas es un recinto que fue construido entre los años 1796 y 1809, bajo la planeación del señor José Alejandro Durán y Villaseñor. Este museo adquirió cierta la fama debido a que en el año siguiente de la inauguración se utilizó como fortificación por parte de las personas de España que se resistieron a rendirse ante las tropas de Miguel Hidalgo.

## Origen
Este museo también se le suele conocer como la Alhóndiga de Granaditas, que se dice que la palabra "Alhóndiga" significa "almacén de granos", mientras que "Granaditas" es "granos". Es por esto que la mayoría de la población lo reconoce con este nombre debido al ámbito histórico, ya que ahí se contenían ciertos granos de la región.

## Características
El "Museo Regional de Guanajuato Alhóndiga de Granaditas" es uno de los edificios con mayor importancia ya que pertenece al período neoclásico de México. Se dice que tiene la aparencia de que fue diseñado como una especie de fortaleza para el maíz.
Además, en este museo convergen distinto niveles patrimoniales, que van desde lo nacional (federal), regional (estatal) y local (municipal). También pertenece al patrimonio de la Ciudad Histórica de Guanajuato, parte del Patrimonio de la Humanidad.